# Inside (Computerspiel)
Inside ist ein rätsellastiges Jump-’n’-Run-Videospiel, das vom dänischen Independent-Studio Playdead entwickelt und 2016 für Xbox One, Windows und PlayStation 4 veröffentlicht wurde. Es folgten Umsetzungen für iOS, Nintendo Switch und macOS. Das Spiel wurde sehr positiv rezipiert und vielfach ausgezeichnet.

## Handlung
Die Handlung beginnt ohne jegliche Einleitung: Ein namenloser Junge rutscht einen felsigen Abhang hinunter. Durch den Wald hastend begegnet er maskierten Wachen, die, wenn sie den Jungen entdecken, mit Fahrzeugen, Waffen und Hunden Jagd auf ihn machen. Knapp dieser Gefahr entronnen, gelangt er durch ein Maisfeld auf eine scheinbar verlassene Farm, nur um dort von einem von wurmartigen Parasiten befallenen Schwein angegriffen zu werden. Clever benutzt der Protagonist die Maschinen und Tiere, um diverse Hindernisse zu überwinden, und gelangt schließlich in die Stadt. Diese wimmelt nur von offenbar ferngesteuerten Menschen, die sich wie Zombies durch eine Art Helm kontrollieren lassen.
Nach der Stadt gilt es, eine große Fabrik voll gefluteter Räume, ein großes Atrium und diverse Labore zu durchqueren, in denen Wissenschaftler anscheinend Experimente an Menschen durchführen. Das besondere an dem Wasser ist aber, dass es gegen die Gesetze der Schwerkraft zur Decke gezogen werden kann.
Während seiner Flucht lernt der Junge die willenlosen Bewohner der Bereiche mit Hilfe eines speziellen Helmes zu kontrollieren und für seine Zwecke einzusetzen. Ist er zunächst auf die unbeweglichen Stationen angewiesen, um Kontrolle über die Menschen zu erlangen, so erlangt er später dauerhaft diese Fähigkeit. Dies wird ihm durch eine sirenengleiche Kreatur ermöglicht, die eine unbekannte Apparatur an ihm anbringt, die ihn ebenfalls befähigt unter Wasser zu atmen.
Seinen Weg durch Büros und Laboratorien fortsetzend, begegnet er mehr und mehr Wissenschaftlern, welche aufgeregt auf einen riesigen Tank zurennen. Er verschafft sich Zugang und erblickt eine entstellte Kreatur, die scheinbar aus mehreren Menschen besteht und an eine Maschine angeschlossen ist. Die Wissenschaftler wollen diese Biomasse vermutlich als Strom-Alternative nutzen. Kaum hat er die Verbindungen gelöst, wird er von dem Wesen aufgesogen.
Nun, eins mit dem Monster und mit neuen Fähigkeiten und übermenschlicher Kraft ausgestattet, setzt sich die Flucht fort. Stets flankiert von Wissenschaftlern, die entweder helfen, hindern oder unbeteiligt zuschauen. Jetzt scheint das ganze wie eine Art Prüfung der Wissenschaftler. Nach weiteren Hindernissen auf dem Weg landet die Kreatur jedoch wieder in einem dunklen Tank, in die Falle gelockt von den Wissenschaftlern.
In einem verzweifelten Versuch gelingt ihr jedoch die Flucht nach draußen und sie stürzt (wie der Junge zu Beginn) einen steilen Berg hinab. Am Boden angekommen bleibt sie, unmittelbar am Ufer eines Sees, am Waldrand liegen. Hier endet das Spiel, während Sonnenstrahlen auf das regungslose Monster scheinen. Es gibt allerdings noch ein weiteres alternatives Ende.

## Spielprinzip und Technik
Inside ist ein Rätsel-Jump-’n’-Run, d. h. das Spielgeschehen wird einerseits durch Laufen und Springen mit der Spielfigur geprägt, andererseits müssen zum Vorankommen Rätsel in Form von notwendigen Umgebungsmanipulationen gelöst werden, die oft präzises Timing erfordern. Die Darstellung des Spielgeschehens erfolgt in 3D-Grafik, die Aktionen der Spielfigur finden jedoch nur in einer zweidimensionalen Ebene statt, sie wird vom Spieler nach rechts oder links, gelegentlich auch nach oben oder unten gesteuert, eine Bewegung nach vorne oder hinten oder eine Drehung ist nicht möglich. Es entsteht so der Eindruck einer Kamerafahrt, wobei der Fokus der Kamera stets auf der Spielfigur liegt. Farblich ist Inside fast komplett in Grautönen gehalten; gelegentlich werden wichtige Bereiche des Spielgeschehens in gedeckte Farben gehüllt, was die Fokussierung auf diese Bereiche erleichtert.

## Produktionsnotizen

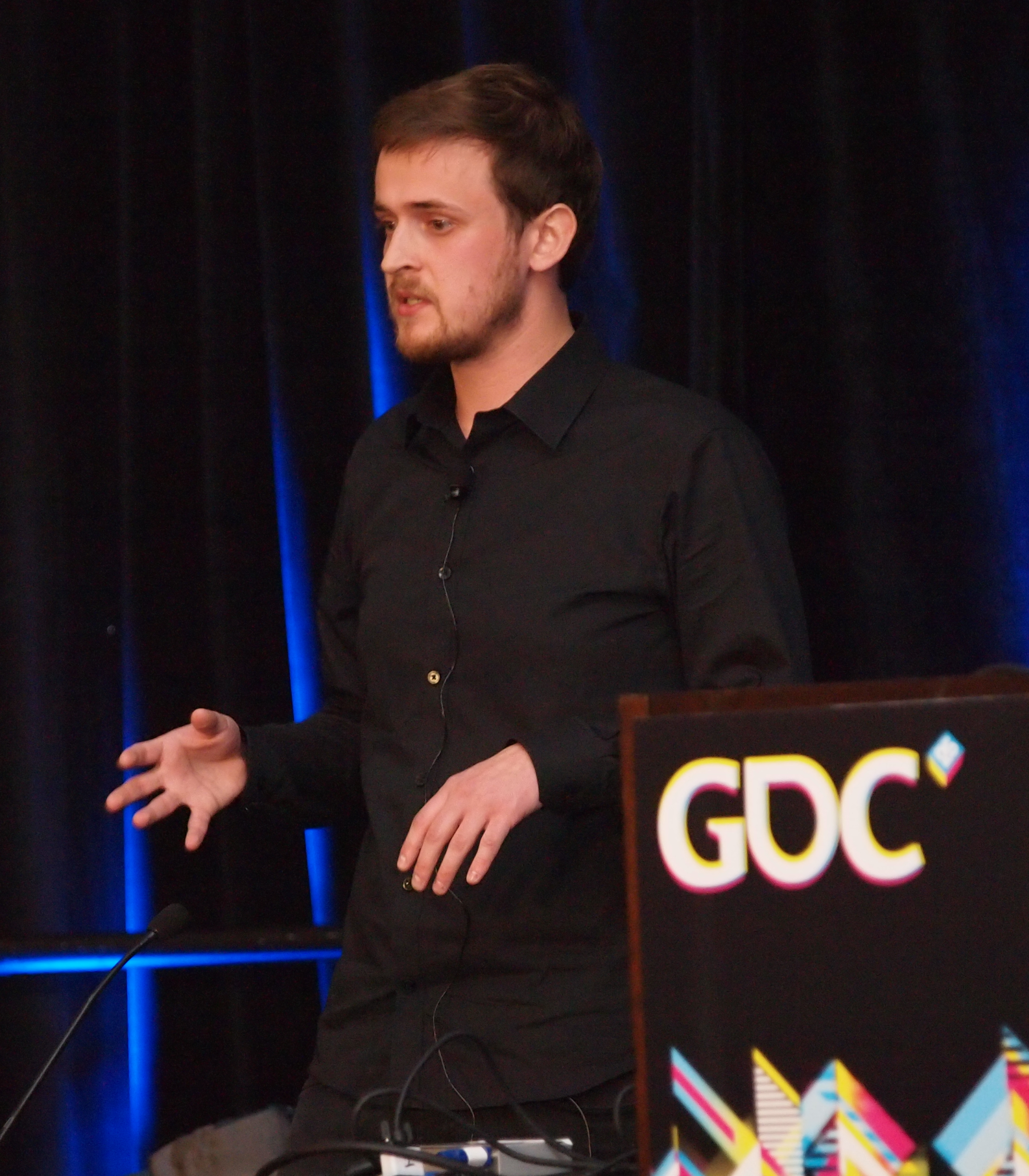
Jeppe Carlsen (Lead Gameplay Designer)

Inside ist das Nachfolgeprojekt des vielfach ausgezeichneten Limbo und diesem technisch sehr ähnlich. Die Finanzierung von Inside erfolgte durch mehrere Quellen; Unter anderem wurde eine Förderung durch Det Danske Filminstitut erreicht. Sprache und Körpergeräusche im Spiel wurden von der renommierten dänisch-österreichischen Performancegruppe SIGNA beigesteuert. Playdead begann unmittelbar nach Veröffentlichung von Limbo mit den Arbeiten an Inside. Für ersteres wurde noch eine selbstentwickelte Spiel-Engine eingesetzt, für Inside setzte man auf Unity, da die bisherige Engine insbesondere für die Darstellung von Farben weiterentwickelt hätte werden müssen, was die Kapazitäten des Teams überfordert hätte. Angekündigt wurde Inside auf Microsofts E3 2014 und sollte für die Plattformen macOS und Linux erscheinen. Die Veröffentlichung verschob sich allerdings von 2015 auf Mitte 2016 und es wurden zunächst nur Xbox One und Microsoft Windows unterstützt. Eine Demoversion wurde auf Microsofts PAX-Prime-Event im August 2015 vorgestellt und auf dem Xbox-E3-2016-Event der Öffentlichkeit präsentiert.

## Rezeption
Aus 86 aggregierten Wertungen erzielt die Xbox-One-Version von Inside auf Metacritic einen Score von 92. Das deutsche Magazin 4Players lobte die Story und die technisch wenig komplexe, aber stimmungsvolle und liebevoll animierte Grafik, kritisierte aber die mangelnde Komplexität der Rätsel. Redakteur Mathias Oertel sah eine enorme Immersion des Spielers und wertete, dass ihm in 15 Jahren journalistischer Tätigkeit noch nie ein Spiel so nahe gegangen sei. Christian Donlan hielt für Eurogamer fest, dass Inside dem Vorgänger Limbo von der Spielmechanik und der visuellen Präsentation her sehr gleiche, ihn in puncto Rätsel und Dramaturgie aber übertreffe. Im Gegensatz zu Limbo liege der Fokus von Inside mehr auf Schleicheinlagen, was abwechslungsreichere Puzzles und eine höhere Immersion des Spielers ermögliche. Donlan hielt das Ende des Spiels für nicht gelungen.

### Auszeichnungen
- 2017: BAFTA Games Awards[11]